# Гоґзілла
Гоґзілла (англ. Hogzilla) — велетенський кабан, упольований 2004 року на болотах у штаті Джорджія, США.
Мисливець, який уполював звіра — Кріс Гріффін (англ. Chris Griffin). Подія сталася 17 червня 2004 р. Мисливець сфотографував кабана, і незабаром у пресі була опублікована ця світлина. Кабан, з огляду на унікально великі габарити, був названий «Гоґзіллою» (алюзія на японського монстра Ґодзіллу). Оцінково за відомостями очевидців кабан мав довжину 3,6 м і важив близько 450 кг.
Звір мав багато ознак і пропорцій свійського кабана і припускалося, що це здичавілий, проте саме свійський кабан.
Інформація про вполювання кабана унікального розміру підтверджена групою науковців, які виконали ексгумацію звіра в листопаді 2004 р. Дослідження генетичного коду показали, що він належить до потомства звичайних свійських свиней гемпширської породи і диких вепрів.
Науковці щодо звіра дали таку довідку: маса 363 кг, довжина 2,4 м, ікла ж Гоґзілли завдовжки виявилися 71 і 48 см.
2005 року каналом National Geographic Channel був знятий фільм про цю тварину. 2007 року зафільмували стрічку «Легенда про Гоґзіллу».

## Виноски
1. ↑  Legendary 'Hogzilla' to Hit Big Screen [Архівовано 6 січня 2015 у Wayback Machine.] The Washington Post; 28 квітня 2007 року